# Ficção musical
Ficção musical é um gênero de ficção em que a música é primordial: tanto como tema, quanto pelo ritmo e fluxo da prosa; ou seja, a música se manifesta através da sua própria linguagem.
Autores notáveis que escreveram romances de ficção musical incluem Don DeLillo (Great Jones Street), Tom Perotta (The Wishbones), Lewis Shiner (Glimpses), Roddy Doyle (The Commitments), Robert Dunn (Pink Cadillac), Nick Hornby (Alta Fidelidade), Ibi Kaslik (The Angel Riots), Scott Spencer (The Rich Man's Table), Brian Paone (Yours Truly, 2095) e Randy Blazak (The Mission of the Sacred Heart).

## Descrição
Na sua antologia "The Best of Rock Fiction", a editora June Skinner Sawyers escreve: "a ficção de rock não recebeu o devido respeito que merece, o que é lamentável dado o calibre dos escritores que capturaram a sua essência fugaz na página escrita".
Na mesma antologia, o escritor da Rolling Stone, Anthony DeCurtis, fala sobre "o relacionamento ousado" entre a música e a palavra escrita. "Palavras são símbolos de longa data da permanência. A música é, em última análise, efêmera, evaporando-se na sua memória não-confiável depois que você a ouve. Ao tomar a música como inspiração, os escritores buscam capturar um pouco dessa imediatez, esse espírito do momento, e mantê-lo para o prazer de seus leitores". 